# 索爾卡
索爾卡是羅馬尼亞的城鎮，位於該國北部，距離首府蘇恰瓦35公里，由蘇恰瓦縣負責管轄，面積64.63平方公里，海拔高度490米，主要經濟活動是農業和林業，2011年人口2,422。

## 友好城市
- 法國 瓦特勒洛